# RadUni
RadUni (associazione media ed operatori radiofonici universitari italiani) è un'associazione senza scopo di lucro, nata nel 2006 che si propone di promuoverne in Italia la diffusione su modello delle college radio americane e anglosassoni.

## Storia
Nel 2006 diciotto tra studenti e giovani professionisti provenienti dalle prime radio universitarie italiane di Padova, Pavia, Siena, Teramo, Trento e Verona organizzarono a Firenze il primo raduno nazionale delle radio universitarie, da cui il nome RadUni. L'associazione rappresenta trentadue radio universitarie italiane fornendo loro supporto e aiuto nella creazione di nuove emittenti radiofoniche unitamente alla promozione di iniziative legate al contesto culturale, politico e sociale del Paese.

## Progetti
La redazione di RadUni ha elaborato i seguenti format:
- CineUni – il format di RadUni consacrato al cinema, a cadenza bisettimanale.
- RadUni Musica – la redazione musicale di RadUni; realizza diversi contenuti speciali in concomitanza con i principali eventi musicali.
- Europhonica - format internazionale delle radio universitarie europee per informare sui principali temi di politica europea.
- Voci – il format d'attualità di RadUni; il progetto approfondisce vari temi con l'intento di contrastare il fenomeno delle fake news.

## Radio affiliate
| Elenco delle emittenti associate a RadUni | Elenco delle emittenti associate a RadUni        | Elenco delle emittenti associate a RadUni |
| Radio                                     | Ente promotore                                   | Sede                                      |
| ----------------------------------------- | ------------------------------------------------ | ----------------------------------------- |
| Radio Frequenza Libera                    | Politecnico di Bari                              | Bari                                      |
| RadioUniba                                | Università degli Studi di Bari Aldo Moro         | Bari                                      |
| Unica Radio                               | Università degli Studi di Cagliari               | Cagliari                                  |
| Radio Zammù                               | Università degli Studi di Catania                | Catania                                   |
| UMG Web Radio                             | Università degli Studi Magna Græcia              | Catanzaro                                 |
| UniRadio Cesena                           | Università di Bologna                            | Cesena                                    |
| UniVersoMe                                | Università degli Studi di Messina                | Messina                                   |
| Master "Fare Radio"                       | Università Cattolica del Sacro Cuore             | Milano                                    |
| Plus Radio                                | Camplus Turro                                    | Milano                                    |
| Radio Bicocca                             | Università degli Studi di Milano-Bicocca         | Milano                                    |
| Radio IULM                                | Università IULM                                  | Milano                                    |
| F2 Radio Lab                              | Università degli Studi di Napoli Federico II     | Napoli                                    |
| Radio Bue                                 | Università degli Studi di Padova                 | Padova                                    |
| Radio Revolution                          | Università degli Studi di Parma                  | Parma                                     |
| Ucampus                                   | Università degli Studi di Pavia                  | Pavia                                     |
| Radiophonica                              | Associazione culturale l'Officina                | Perugia                                   |
| RadioEco                                  | Università di Pisa                               | Pisa                                      |
| Radio Spin                                | Polo universitario "Città di Prato"              | Prato                                     |
| RumoreWeb                                 | Università degli Studi di Modena e Reggio Emilia | Reggio Emilia                             |
| Radio ESN Italia                          | Erasmus Student Network Italia                   | Roma                                      |
| Radio Sapienza                            | Università degli Studi di Roma "La Sapienza"     | Roma                                      |
| Roma Tre Radio                            | Università degli Studi Roma Tre                  | Roma                                      |
| De Sanctis Web Radio                      | Liceo "Francesco De Sanctis"                     | Salerno                                   |
| Radio UniSS                               | Università degli Studi di Sassari                | Sassari                                   |
| Campuswave                                | Università degli Studi di Genova                 | Savona                                    |
| URadio                                    | Università degli Studi di Siena                  | Siena                                     |
| Radio Frequenza                           | Fondazione Università degli Studi di Teramo      | Teramo                                    |
| SanbaRadio                                | Università degli Studi di Trento                 | Trento                                    |
| RadioInCorso                              | Università degli Studi di Trieste                | Trieste                                   |
| Cube Radio                                | Istituto Universitario Salesiano Venezia         | Venezia                                   |
| Radio Ca' Foscari                         | Università Ca' Foscari Venezia                   | Venezia                                   |
| Radio 6023                                | Università degli Studi del Piemonte Orientale    | Vercelli e Novara                         |
| Fuori Aula Network                        | Università degli Studi di Verona                 | Verona                                    |
| Radio Unitus                              | Università degli Studi della Tuscia              | Viterbo                                   |

## Eventi
RadUni organizza i seguenti eventi:
Festival delle radio universitarie
Il festival delle radio universitarie (FRU) è un evento che l'Associazione RadUni promuove ed organizza dal 2007. Giunta alla sua tredicesima edizione, ognuna in una diversa città italiana, il programma del festival prevede dibattiti, approfondimenti, condivisione di idee ed esperienze con l'intervento di professionisti del settore. Il l'evento dura generalmente tre giorni con una diretta radiofonica continua ritrasmessa dalle radio universitarie affiliate. Il Festival si è svolto in diverse città italiane: Cosenza (2011), Pisa (2012), Prato (2013), Novara (2014), Milano (2015), Napoli (2016), Verona (2017), Cagliari (2018), Roma (Roma 3) (2019), Online (2020), Catania (2022), Teramo (2023), Roma (La Sapienza) (2024).
Notte dei ricercatori
L’iniziativa annuale vuole far conoscere la figura del ricercatore e le istituzioni di ricerca; durante l'evento, le emittenti RadUni si uniscono in una maratona radiofonica in diretta da tutta Italia, l'ultimo venerdì di settembre.
Summer media school
La summer media school (SMS) è un evento organizzato dall'associazione nel 2017. La prima edizione, tenutasi a Catanzaro all'Università Magna Graecia, si è svolta dal 29 Agosto al 1º settembre 2017. Da questi incontri è scaturita la necessità per l’associazione e le emittenti di dotarsi di una "carta della buona comunicazione": una serie di regole e principi deontologici da seguire affinché le emittenti universitarie facciano una corretta informazione.

## Partecipazioni
Campus party
Dal 2018 l'Associazione RadUni partecipa all'evento Campus Party IT con dirette radiofoniche, interviste ed intrattenimento direttamente dalla sede dell'evento.
Europhonica
Europhonica è un progetto, organizzato e coordinato da Radio Campus France, per un programma radiofonico internazionale condiviso delle radio universitarie europee. Il format è settimanale e vede la collaborazione dei circuiti di radio universitarie francesi, greche, italiane, portoghesi, spagnole e tedesche. La redazione italiana è formata da membri provenienti da diverse radio universitarie italiane, con la coordinazione di RadUni e trasmette dalle radio ad essa affiliate. Nel 2019 il progetto Europhonica ha vinto il premio Carlo Magno.
World college radio day
Dal 2013, RadUni partecipa al World college radio day, una maratona radiofonica che coinvolge varie radio universitarie nel mondo. Una diretta di ventiquattr'ore che rimbalza da Stato a Stato. In Italia, RadUni gestisce lo spazio italiano e condivide lo streaming, trasmesso a reti unificate dalle web radio appartenenti al circuito.
Non fermiamo questa voce
Non Fermiamo Questa Voce è il nome dell'iniziativa ed attività intrapresa a seguito della tragica scomparsa di due operatori radiofonici universitari, Antonio Megalizzi e Bartosz Orent-Niedzielski nella notte dell’11 dicembre 2018, nelle vie di Strasburgo (FR), sede del Parlamento Europeo, che ha visto la morte di 5 persone e il ferimento di altre 11 per mano di un estremista a seguito ucciso dalla polizia francese.